# Arnschwang
Arnschwang è un comune tedesco di 2 018 abitanti, situato nel land della Baviera.